# شركة المياه والصرف الصحي الأرجنتينية
شركة المياه والصرف الصحي الأرجنتينية ( الإسبانية: Agua y Saneamientos Argentinos ) شركة أغواس أرجنتيناس سابقاً (Aguas Argentinas)، المعروفة اختصارًا باسمها الأول (AySA) ، هي شركة مملوكة للدولة في الأرجنتين ، مُخصصة لتزويد الجمهور بخدمات المياه الجارية والصرف الصحي . تأسست عام ٢٠٠٦ بعد أن ألغت حكومة الأرجنتين العقد المبرم مع شركة "أغواس أرجنتيناس"، وهي مجموعة شركات منحت امتيازًا خلال عهد كارلوس منعم في تسعينيات القرن الماضي. وهكذا، ظل ٩٠٪ من الشركة تحت سيطرة وزارة الداخلية والأشغال العامة والإسكان ،  ثم انتقلت لاحقًا إلى وزارة الأشغال العامة بعد إعادة هيكلتها لتشمل حقيبتها الوزارية الخاصة. 
تشمل منطقة عمليات الشركة مدينة بوينس آيرس المستقلة و25 مقاطعة من بوينس آيرس الكبرى . واعتبارًا من مايو 2022، بلغ عدد موظفي الشركة 8000 موظف.

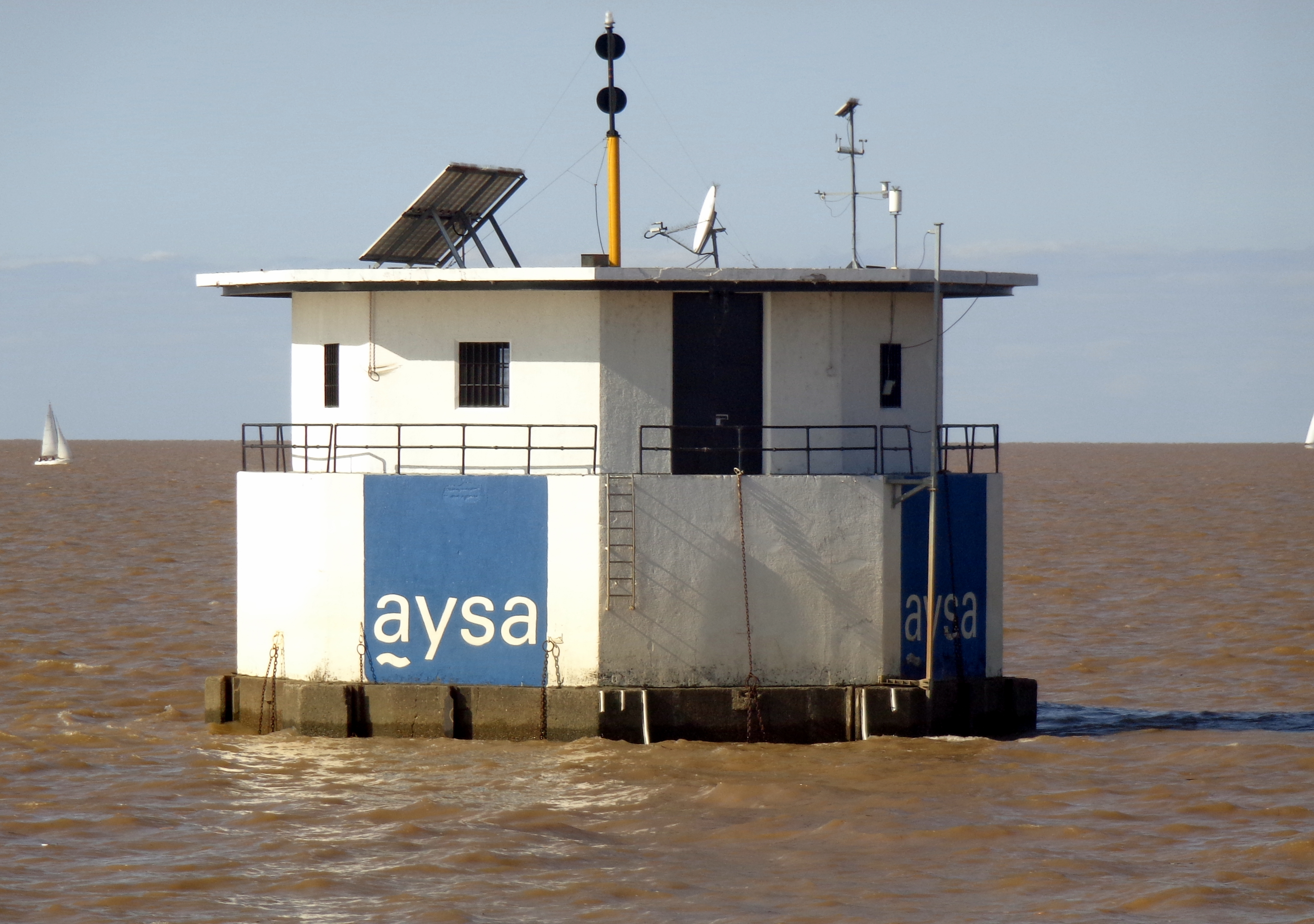
هيكل مدخل النهر في بوينس آيرس

## أنظر أيضاً
- إمدادات المياه والصرف الصحي في الأرجنتين
- خصخصة المياه في الأرجنتين

## روابط خارجية
- الموقع الرسمي